# Spvgg. Niedernberg
Die Spvgg. Niedernberg 1924 e. V. ist ein deutscher Fußballverein mit Sitz in der bayerischen Gemeinde Niedernberg im Landkreis Miltenberg.

## Geschichte

### Gründung bis 1950er Jahre
Der Verein wurde am 1. Juni 1924 gegründet. Welcher Spielklasse die erste Mannschaft bis zum Zweiten Weltkrieg angehörte, ist nicht bekannt. Nach Ausbruch des Krieges musste der Spielbetrieb eingestellt werden. In der Saison 1958/59 in der zu dieser Zeit drittklassigen 1. Amateurliga Bayern aktiv, kam man mit 9:51 Punkten auf den 16. und letzten Platz der Staffel Nordbayern.

### 2000 bis heute
In der Saison 2004/05 spielte das Team in der Kreisklasse Aschaffenburg und belegte mit 45 Punkten den sechsten Platz. In der Spielzeit 2008/09 gewann man mit 48 Punkten die Meisterschaft und stieg in die Kreisliga Aschaffenburg auf. In der Saison 2011/12 spielte man erneut in der Kreisklasse. Durch die nächste Meisterschaft mit 54 Punkten 2015/16 stieg man wieder auf. In der Folgesaison müsste man mit 21 Punkten über den 14. Platz als Vorletzter absteigen. Die Mannschaft spielt seither in der Kreisklasse.